# KV1

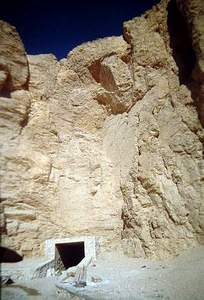
Ingresso della tomba KV1

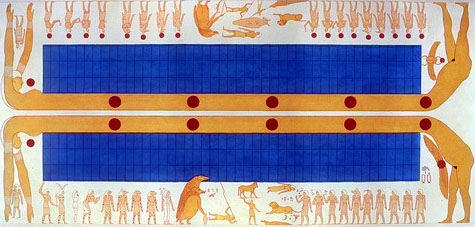
Il soffitto della camera funeraria della KV1 (acquerello dalla Description de l'Égypte napoleonica)

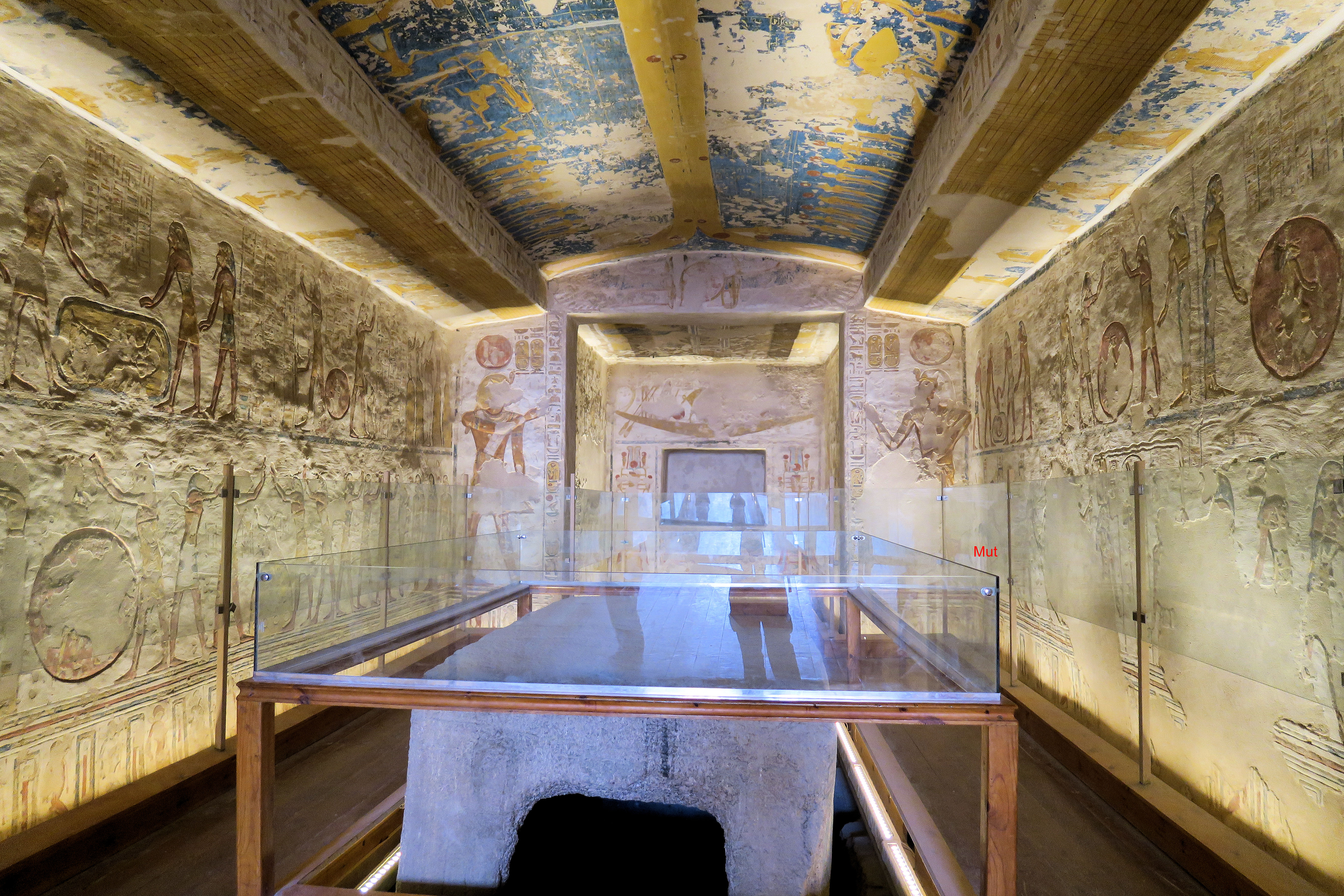
Sarcofago e Rilievo della Tomba KV1

KV1 (Kings' Valley 1) è la sigla che identifica una delle tombe della Valle dei Re in Egitto; si trova nei pressi dell'accesso alla necropoli ed era la sepoltura del faraone Ramses VII (XX dinastia).
Tagliata in una piccola wadi, dotata di ingresso monumentale, vi predomina il colore giallo dell'oro di cui si riteneva fosse fatta la carne degli dèi.
Accessibile e conosciuta fin dall'antichità non attrasse mai particolarmente i ricercatori archeologici e venne per la prima volta svuotata negli anni '50 del '900, ma non esistono testimonianze relative a tale intervento; in tale occasione, verosimilmente furono scattate fotografie dei rilievi a cura di Alexandre Piankoff. Il primo scavo sistematico e completo risale al 1983-1984, a cura di Edwin C. Brock.
La tomba, molto malridotta, è costituita da un'entrata, un corridoio, una camera sepolcrale in cui si apre l'accesso ad una piccola camera secondaria (tutti i locali disposti lungo un unico asse come tipico delle sepolture della Valle dei Re risalenti alla XX dinastia). Nella camera funeraria si trova un sarcofago in pietra, non terminato, capovolto che, verosimilmente, proteggeva il sarcofago in legno del re la cui mummia non è stata ancora rinvenuta. In tal senso, quattro coppe in faience recanti il nome di Ramses VII furono rinvenute nei pressi della cache DB320 e si suppone che tale possa essere stata la destinazione del corpo, ma non si hanno riscontri certi nel senso. Il sarcofago in pietra reca immagini, leggermente incise e dipinte in verde, delle dee Iside, Nefti e Selkis, nonché dei quattro figli di Horo.
I rilievi del corridoio rappresentano: a sinistra una processione degli dei solari Horakhty, Atum e Khepri preceduti dal re; a destra la processione, preceduta sempre da re, di dei inferi Ptah, Sokar e Osiride, seguiti da alcuni capitoli del Libro delle Porte e del Libro delle Caverne. L'ingresso della camera funeraria è preceduto dalla rappresentazione della dea Uerethekau, protettrice dai pericoli dell'oltretomba e dalle due dee Sekhmet e Bastet. Le pareti interne dalla camera funeraria recano brani del Libro della Terra, mentre il soffitto vede la duplice rappresentazione della dea Nut e di alcune costellazioni dello zodiaco egiziano.
Nella KV1 si trova il graffito più antico della Valle databile al 278 a.C.

### Annotazioni
1. ↑  Le tombe vennero classificate nel 1827, dalla numero 1 alla 22, da John Gardner Wilkinson in ordine geografico. Dalla numero 23 la numerazione segue l’ordine di scoperta.
2. ↑  Si indica con tale termine un deposito in cui, per quanto attiene alla Valle dei Re, vennero trasferiti, in antico, i corpi di alcuni faraoni per sottrarli alle ruberie e alle depredazioni delle mummie per sottrarne gli amuleti nascosti tra il bendaggio.
3. ↑  Rispettivamente dee della guerra e dell'amore. La dea della guerra, rappresentata da una leonessa, secondo un antico proverbio egizio, si trasforma in Bastet, la dea dell’amore, per chi conosce le giuste formule magiche: Non si conosce Bastet se non si conosce Sekhmet.

### Fonti
1. ↑  vedi: informazioni turistiche
2. 1 2  Reeves & Wilkinson (2000), p. 166.
3. ↑  Alexandre Piankoff (1897–1966), archeologo ed egittologo francese specializzato in epigrafia.
4. ↑  Edwin C. Brock (1946–2015), egittologo statunitense collegato al Theban Mapping Project.
5. ↑  Reeves & Wilkinson (2000), p. 167.